# Cavallasca
Cavallasca – miejscowość i gmina we Włoszech, w regionie Lombardia, w prowincji Como.
Według danych na rok 2004 gminę zamieszkiwały 2722 osoby, 1361 os./km².
1 stycznia 2017 gmina została zlikwidowana.